# 家族 (アルバム)
『家族』（かぞく）は、日本のミュージシャンである長渕剛の15枚目のオリジナル・アルバムである。
1996年1月1日に東芝EMIのエキスプレスレーベルからリリースされた。前作『Captain of the Ship』（1994年）よりおよそ2年ぶりとなる作品であり、全作詞・作曲およびプロデュースは長渕が担当、収録曲の内「家族」のみ作詞として作家の髙山文彦が参加している。
大麻取締法違反による逮捕からの復帰第一弾となるアルバムであり、前2作のように日本国外のミュージシャンは起用せず、レコーディングは全て日本国内で行われた。音楽性としては理不尽な出来事に対する怒りをテーマとした曲が多いものの、アップテンポな曲は少なく全編アコースティックなサウンドによって再び原点回帰を目指した内容となっている。
テレビ朝日系テレビドラマ『炎の消防隊』（1996年）の主題歌として使用された先行シングル「友よ」、フジテレビ系音楽番組『HEY!HEY!HEY! MUSIC CHAMP』（1994年 - 2012年）のエンディングテーマとして使用され、後にシングルカットされた「傷まみれの青春」を収録している。
オリコンチャートでは最高位3位となった。

## 背景
1994年には急病によるライブツアーの中止、不倫疑惑にまつわる報道や桑田佳祐の曲「すべての歌に懺悔しな!!」の歌詞を巡る論争など、トラブルが相次ぐ形となった。中でも桑田とのトラブルに関しては、桑田の自宅宛に「サシで徹底的に勝負する日が来るだろう」と書いた果たし状を送付し、「この歌で世間を騒がせておいて、アルバムもだいぶ売ったんだろう。安易に人を茶かした歌をつくって当てようなんざ、動機が不純なんだよ。不純というより、不潔だ」と長渕の怒りは収まらず、周囲の者たちは経過を伺う状態となっていた。
しかし、桑田側からの返答はなく、長渕は「この期におよんで、勝負するんだったら音楽と音楽でやろうなんて、きれい事は通じませんよ。そんなレベルじゃありませんから」と徹底的に闘う構えを見せ、桑田の所属事務所であるアミューズに直接電話をし、「売られたケンカは買いますからね。僕と桑田の一対一の場面をつくってください。いつまでに返事をもらえます?」と詰め寄ったがやはり桑田側からの返事はなかった。これを受けた桑田は子供の送迎にガードマンを雇う事態となり、身近な人物によると「家族全体がピリピリしていた」と語るほどの緊張状態となっていた。また、この件に関しては泉谷しげるや和田アキ子、テリー伊藤らが仲裁を申し出るなど芸能界全体を巻き込んだ騒ぎとなるも、報道していたのはスポーツ新聞や女性週刊誌のみで、大手マスコミや音楽雑誌などは一切取り上げる事はなかった。また、その後の桑田のライブに長渕が乱入するという噂がまことしやかに流れたが、結局長渕が現れる事はなかった。
1995年に入り、1月17日には阪神・淡路大震災が発生し連日報道されていた中、1月24日に大麻取締法違反で長渕は逮捕される事となった。長渕は大麻は自分のものであると認め、覚醒剤使用の疑いについては否認し、尿検査も陽性反応がなかったため2月3日に処分保留のまま釈放、3月16日には不起訴処分となった。不倫疑惑のあった国生さゆりは記者会見を行い、尿検査の結果陽性反応がなかった事や、12月中に長渕との関係を清算した事を語った。さらに、長渕の事務所スタッフが資金を持ち出し事務所を辞める事なども発生した。
一連の騒動により活動を謹慎する事となった長渕だが、同年10月4日にシングル「友よ」（1995年）をリリースして活動を再開、この曲は翌年放送され、フジテレビ系テレビドラマ『しゃぼん玉』（1991年）にて脚本を担当した大久保昌一良が脚本を手掛けたテレビ朝日系テレビドラマ『炎の消防隊』（1996年）の主題歌として使用され、新曲としては初めて長渕本人が出演していない作品とのタイアップとなった。
また、前作『いつかの少年』を受けて11月16日のマリンメッセ福岡より12月26日の東京ドームに至るまで、全国9都市全9公演におよぶライブツアー「LIVE'95 ACOUSTIC ROAD Just Like A Boy」を開催した。このツアーで長渕は3度目となる東京ドーム公演を実現した。

## 録音
瀬尾一三との共同プロデュース作品。セッションプレイヤーとして、嘗てジョイントバンド「チョコレッツ」（「Do!」とのジョイント）のメンバーとして活動を共にしていた、山梨鐐平も参加している。また、BURNISH STONE（バーニッシュ・ストーン）での収録及びミックスダウンが行われている。

## 音楽性
文芸雑誌『別冊カドカワ 総力特集 長渕剛』において音楽ライターの藤井徹貫は、「注目すべき第一点は、喋るように歌う表現。長渕の代名詞でもあるシャウトはほぼ封印されているが、伝わってくるものの強さに遜色はない。『月が吠える』『耳かきの唄』を聴けば、この意見に納得してもらえるだろう。第二点はテンポ。アップテンポと言える曲は見当たらない。『三羽ガラス』『一匹の侍』は、ビート感はあるが、決してBPMが高いわけではない。しかし、バラードを聴いたような、湿っぽさが残るわけではない。第三点は音像。アリーナやホールでなく、小さな部屋の中で聴いている音像だ。『何故』『友よ』『身をすててこそ』では手の届く距離に長渕がいる」と述べている。
文芸雑誌『文藝別冊 長渕剛 民衆の怒りと祈りの歌』において音楽ライターの二木信は、「長渕は理不尽なことばかりがまかり通る"バカらしい現実"から逃避することなく、なかば敗北が決定づけられた"バカらしい現実"との闘いに身を投じ、"バカらしい現実"に振り回されながらがむしゃらに歌う」、「茨の道を選ばざるを得なかった我が身の悲しみとみずからその道を選んだ男の誇りという"ねじれ"を表現の原動力にしているように思える」、「傷つきやすい男が猛々しく、また猛々しい男が悲しんでいる、このような"ねじれ"のセンチメンタリズムをガソリンに吠えているのだ。それは社会正義に燃える一点の曇りもない勇敢な戦士の反抗という類のものではなく、惨めな敗残者の瀬戸際の抵抗となって表出する」と述べている。

## リリース
1996年1月1日に東芝EMIのエキスプレスレーベルより、CT、CDの2形態でリリースされた。
長渕はその後、ライブ・アルバム『LIVE COMPLETE '95～'96』（1996年）をリリースした後にフォーライフ・レコードへ移籍したため、本作品が東芝EMI所属時の最後のオリジナルアルバムとなっている。
その後、CDのみ2006年2月8日に24ビット・デジタルリマスター仕様で再リリースされた。

## プロモーション
本作に関するテレビ出演は、1996年1月15日にフジテレビ系音楽番組『HEY!HEY!HEY! MUSIC CHAMP』（1994年 - 2012年）に出演、お笑いコンビのダウンタウンと初共演しトークを披露した上、「家族」を演奏した。その他、同日に演奏されていた「東京青春朝焼物語」の模様が後日スペシャル番組にて別で放送された。

## アートワーク
本作のライナーノーツは、湯川れい子が執筆している。

## ツアー
本作を受けてのコンサートツアーは「LIVE'96 KAZOKU」と題し、1996年5月25日の大阪城ホールを皮切りに10都市全14公演が行われた。また、本ツアーの模様は後にライブアルバム『LIVE COMPLETE '95〜96』（1996年）として10月25日に20万枚限定でリリースされた。

## 批評
| 専門評論家によるレビュー             | 専門評論家によるレビュー |
| レビュー・スコア                     | レビュー・スコア         |
| 出典                                 | 評価                     |
| ------------------------------------ | ------------------------ |
| CDジャーナル                         | 肯定的                   |
| 別冊カドカワ 総力特集 長渕剛         | 肯定的                   |
| 文藝別冊 長渕剛 民衆の怒りと祈りの歌 | 肯定的                   |

- 音楽情報サイト『CDジャーナル』では、「『家族』というタイトルからヘヴィな内容を想像しがちだが、アコースティック主体のサウンドに乗せて届けられる歌はより“素”に近づいているようだ。彼が絶大な信頼を寄せている湯川れい子さんのライナーが泣かせる」[21]、また「辛辣なメッセージが印象的な『三羽ガラス』や人間に絶望したと歌われる『耳かきの唄』など、孤独感と怒りに満ち溢れた1枚」と肯定的な評価を下している[22]。

- 文芸雑誌『別冊カドカワ 総力特集 長渕剛』において藤井は、「長渕剛が当時置かれていた状況を抜きにして、純粋に音楽として聴くことができる現在のほうが、もしかしたら本作は正当に評価されるのかもしれない」と肯定的な評価を下している[16]。

- 文芸雑誌『文藝別冊 長渕剛 民衆の怒りと祈りの歌』において二木は、「長渕の歌は冷酷な世間や裏切り者たちへの苛烈な批判となり、"バカらしい現実"との摩擦と軋轢のなかでもがく弱者たちのエールとなり得る」、「レコーディングは地下鉄サリン事件が日本中を揺るがした一九九五年に行われているが、そういった不穏な時代の空気の入り込む余地がないほど長渕の"バカらしい現実"との終わりなき闘いは壮絶を極めている」と肯定的な評価を下している[17]。

## 収録曲

### CT盤
| 全作詞・作曲: 長渕剛（特記除く）。 |                    |                     |                     |                  |       |
| #                                  | タイトル           | 作詞                | 作曲・編曲          | 編曲             | 時間  |
| 1.                                 | 「三羽ガラス」     | 長渕剛 （特記除く） | 長渕剛 （特記除く） | 長渕剛           | 5:59  |
| 2.                                 | 「傷まみれの青春」 | 長渕剛 （特記除く） | 長渕剛 （特記除く） | 長渕剛           | 4:56  |
| 3.                                 | 「明日」           | 長渕剛 （特記除く） | 長渕剛 （特記除く） | 瀬尾一三、長渕剛 | 5:06  |
| 4.                                 | 「月が吠える」     | 長渕剛 （特記除く） | 長渕剛 （特記除く） | 長渕剛           | 5:45  |
| 5.                                 | 「一匹の侍」       | 長渕剛 （特記除く） | 長渕剛 （特記除く） | 長渕剛           | 4:14  |
| 6.                                 | 「耳かきの唄」     | 長渕剛 （特記除く） | 長渕剛 （特記除く） | 笛吹利明、長渕剛 | 10:29 |
| 合計時間:                          | 合計時間:          | 合計時間:           | 36:29               |                  |       |

| #         | タイトル                         | 作詞      | 作曲・編曲 | 編曲             | 時間  |
| --------- | -------------------------------- | --------- | ---------- | ---------------- | ----- |
| 7.        | 「何故」                         |           |            | 瀬尾一三、長渕剛 | 5:46  |
| 8.        | 「友よ」                         |           |            | 瀬尾一三、長渕剛 | 6:21  |
| 9.        | 「家族」(作詞: 長渕剛、髙山文彦) |           |            | 長渕剛           | 10:15 |
| 10.       | 「己」                           |           |            | 長渕剛           | 4:11  |
| 11.       | 「身をすててこそ」               |           |            | 笛吹利明         | 6:29  |
| 合計時間: | 合計時間:                        | 合計時間: | 33:02      |                  |       |

### CD盤
| 全作詞・作曲: 長渕剛（特記除く）。 |                                  |                    |                    |                  |       |
| #                                  | タイトル                         | 作詞               | 作曲・編曲         | 編曲             | 時間  |
| 1.                                 | 「三羽ガラス」                   | 長渕剛（特記除く） | 長渕剛（特記除く） | 長渕剛           | 5:59  |
| 2.                                 | 「傷まみれの青春」               | 長渕剛（特記除く） | 長渕剛（特記除く） | 長渕剛           | 4:56  |
| 3.                                 | 「明日」                         | 長渕剛（特記除く） | 長渕剛（特記除く） | 瀬尾一三、長渕剛 | 5:06  |
| 4.                                 | 「月が吠える」                   | 長渕剛（特記除く） | 長渕剛（特記除く） | 長渕剛           | 5:45  |
| 5.                                 | 「一匹の侍」                     | 長渕剛（特記除く） | 長渕剛（特記除く） | 長渕剛           | 4:14  |
| 6.                                 | 「耳かきの唄」                   | 長渕剛（特記除く） | 長渕剛（特記除く） | 笛吹利明、長渕剛 | 10:29 |
| 7.                                 | 「何故」                         | 長渕剛（特記除く） | 長渕剛（特記除く） | 瀬尾一三、長渕剛 | 5:46  |
| 8.                                 | 「友よ」                         | 長渕剛（特記除く） | 長渕剛（特記除く） | 瀬尾一三、長渕剛 | 6:21  |
| 9.                                 | 「家族」(作詞: 長渕剛、高山文彦) | 長渕剛（特記除く） | 長渕剛（特記除く） | 長渕剛           | 10:15 |
| 10.                                | 「己」                           | 長渕剛（特記除く） | 長渕剛（特記除く） | 長渕剛           | 4:11  |
| 11.                                | 「身をすててこそ」               | 長渕剛（特記除く） | 長渕剛（特記除く） | 笛吹利明         | 6:29  |
| 合計時間:                          | 合計時間:                        | 合計時間:          | 69:31              |                  |       |

### 曲解説

#### A面
1. 「三羽ガラス」
1994年頃、長渕の事務所内で起きた金銭トラブルの当事者たちに向けて歌われた曲と言われている。
2. 「傷まみれの青春」
後に音楽番組『HEY!HEY!HEY! MUSIC CHAMP』（1996年、フジテレビ系列）のエンディングテーマとして使用され、29枚目のシングルとしてシングルカットされた。東芝EMI在籍時に発売された最後のシングルとなっている。
3. 「明日」
4. 「月が吠える」
歌詞に留置所を思い起こさせる描写がある。曲中のエレキギターは長渕の演奏によるものである。
5. 「一匹の侍」
一説には、阪神・淡路大震災で、目の前で被災していく人々を救えない無力さと、それを報道するマスコミを嘆いた歌という説もある。
6. 「耳かきの唄」

#### B面
1. 「何故」
2. 「友よ」
28枚目のシングル曲。後にテレビドラマ『炎の消防隊』（1996年、テレビ朝日系列）の主題歌として使用された。
大麻事件の保釈後、作家の倉本聡より手紙が届き、長渕一家は富良野で数日間暮らした。そのとき、倉本から「ささやきの唄を書いてほしい」と依頼され、数日間かけて書いた曲であり、富良野塾生の前で初披露された。
3. 「家族」
「いつかの少年」（1989年、アルバム『昭和』収録）以来の自らの家族をテーマにした楽曲。幼少の頃から今までの自分を見つめ直し、その上で日本の現状を憂いた楽曲。本アルバム発売前のツアー『LIVE'95 ACOUSTIC ROAD Just Like A Boy』でも歌われていた。親交の深いノンフィクション作家の髙山文彦が作詞に参加している。
4. 「己」
5. 「身をすててこそ」

## スタッフ・クレジット

### 参加ミュージシャン
- 長渕剛 - アコースティック・ギター、エレクトリックギター、キーボード、ハーモニカ
- 笛吹利明 - アコースティック・ギター、フラットマンドリン
- 山梨鐐平 - アコースティック・ギター、エレクトリックギター、キーボード、アコースティックピアノ
- 矢島賢 - エレクトリックギター
- 高村周作 - エレクトリックギター
- 岡沢章 - エレクトリックベース、アコースティックベース
- 岡沢茂 - エレクトリックベース
- 岡本郭男 - ドラムス
- 島村英二 - ドラムス
- 湊雅史 - ドラムス
- 瀬尾一三 - キーボード、プログラミング、ストリングス・アレンジメント、指揮者
- エルトン永田 - キーボード
- 難波正司 - キーボード、アコースティックピアノ、オルガン
- 中西康晴 - キーボード
- 笹川章光 - シンセサイザー・マニピュレーター
- 浦田恵司 - シンセサイザー・マニピュレーター
- 中山信彦 - シンセサイザー・マニピュレーター
- 篠崎グループ - ストリングス
- The MUGIFUMI - バックアップボーカル

### スタッフ
- 長渕剛 - プロデュース
- 瀬尾一三 - コ・プロデュース
- 加藤謙吾 (Z's) - レコーディング・エンジニア、ミックス・エンジニア
- 笹川章光 (YEEP) - エキップメント・テクニシャン
- 阿部哲也 - アシスタント・エンジニア
- 永井はじめ - アシスタント・エンジニア
- 吉村健一 - アシスタント・エンジニア
- 小寺秀樹 - アシスタント・エンジニア
- 植松豊 - アシスタント・エンジニア
- 小和田嘉晶 - アシスタント・エンジニア
- ボビー・ハタ - マスタリング・エンジニア
- 宮田文雄 (MUSIC LAND) - ミュージシャン・コーディネーター
- 高谷朋子 (Z's) - プロダクション・コーディネーター
- 佐藤朋生 (Z's) - コ・プロデューサー・アシスタント
- 目澤哲（オフィス・レン） - ロード・マネージャー
- ふくながよしこ（オフィス・レン） - デスク・マネージャー
- 和井内貞宣（ユイ音楽工房） - A&R
- 高田浩充（東芝EMI） - A&R
- 町田晋（東芝EMI） - A&Rチーフ
- 後藤由多加（ユイ音楽工房） - スーパーバイザー
- 渋谷高行（ユイ音楽工房） - スーパーバイザー
- 大川奘一郎 - 写真撮影
- 荒井博文 (GIL PRODUCE) - アート・ディレクター、デザイナー
- いちかわまさかず（オフィス・レン） - エグゼクティブ・プロデューサー
- 山梨鐐平 - スペシャル・サンクス
- 笛吹利明 - スペシャル・サンクス
- 髙山文彦 - スペシャル・サンクス
- らいみつる - スペシャル・サンクス
- らいえいこ - スペシャル・サンクス
- さえぐさたつや - スペシャル・サンクス
- おくだあけみ - スペシャル・サンクス
- 光洋カラー - スペシャル・サンクス
- かねこゆたか - スペシャル・サンクス
- NAGABUCHI TSUYOSHI CLUB - スペシャル・サンクス

## リリース履歴
| No. | 日付         | レーベル              | 規格  | 規格品番                      | 最高順位 | 備考                         |
| --- | ------------ | --------------------- | ----- | ----------------------------- | -------- | ---------------------------- |
| 1   | 1996年1月1日 | 東芝EMI／エキスプレス | CD CT | TOCT-9333 (CD) TOTT-9333 (CT) | 3位      |                              |
| 2   | 2006年2月8日 | 東芝EMI／エキスプレス | CD    | TOCT-25958                    | -        | 24ビット・デジタルリマスター |